# Agnieszka (Hofdame)
Agnieszka (* und † im 16. Jahrhundert) war Hofzwergin, Hofdame, Sekretärin und Vertraute der polnischstämmigen Prinzessin Sophia Jagiellonica und späteren Herzogin Sophie von Braunschweig-Lüneburg, Fürstin von Braunschweig-Wolfenbüttel.

## Leben und Wirken
Die kleinwüchsige Agnieszka gehörte zum 500-köpfigen Gefolge der polnischen Prinzessin Sophia Jagiellonica aus dem Geschlecht der Jagiellonen, als diese im Februar 1556 von Warschau nach Wolfenbüttel reiste, um dort den 33 Jahre älteren Welfen Heinrich den Jüngeren von Braunschweig-Wolfenbüttel zu heiraten.
Im Gegensatz zur Mehrheit des Gefolges blieb Agnieszka am Hof im Schloss Wolfenbüttel. Als Vertraute, Hofdame und Sekretärin Sophies von Braunschweig-Wolfenbüttel hatte sie bis zu deren Tode eine herausragende Position inne. Unter anderem führte sie für Sophie deren umfangreiche Korrespondenz mit Vertretern der polnischen Krone und ihren Familienangehörigen, darunter ihrem Bruder Sigismund II. August, dem König von Polen.

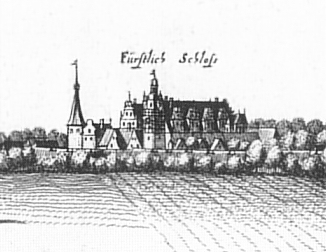
Schloss Schöningen, Merian-Stich von 1654.

Nach dem Tod Herzog Heinrichs d. J., 1568, des letzten katholischen Fürsten auf niedersächsischen Boden, folgte Agnieszka Sophie auf deren Witwensitz in das ca. 30 km östlich von Wolfenbüttel gelegene Schloss Schöningen.
Agnieszka unterstützte Sophie beim Ausbau des Witwensitzes in Schöningen zu einem kulturellen, administrativen und wirtschaftlichen Zentrum der Region. Wahrscheinlich erhielt sie dabei tiefgehende Einblicke in Verwaltung und Wirtschaft der Ämter Schöningen und Jerxheim, des erheblichen Ausbaus des herzoglichen Kunstkabinetts sowie der religiösen und karitativen Tätigkeiten der 1570 zum Protestantismus konvertierten Sophie.
In späteren Jahren lag Agnieszkas Hauptaufgabe darin, durch entsprechende Korrespondenz die energischen Anstrengungen Sophies bezüglich des Vollzugs des Testaments ihres 1572 verstorbenen Bruders Sigismund umzusetzen.
Über Agnieszkas weiteres Leben, ihren Familiennamen und ihren Tod ist nichts bekannt.